# Абделкадер Бенсалах
Абделкадер Бенсалах (арап. عبد القـادر بن صالح; Фелаусен, 24. новембар 1941 — Алжир, 22. септембар 2021) био је алжирски политичар и бивши вршилац дужности председника Алжира од 9. априла до 19. децембра 2019. године, након што је његов претходник Абделазиз Бутефлика поднео оставку.